# Fienile

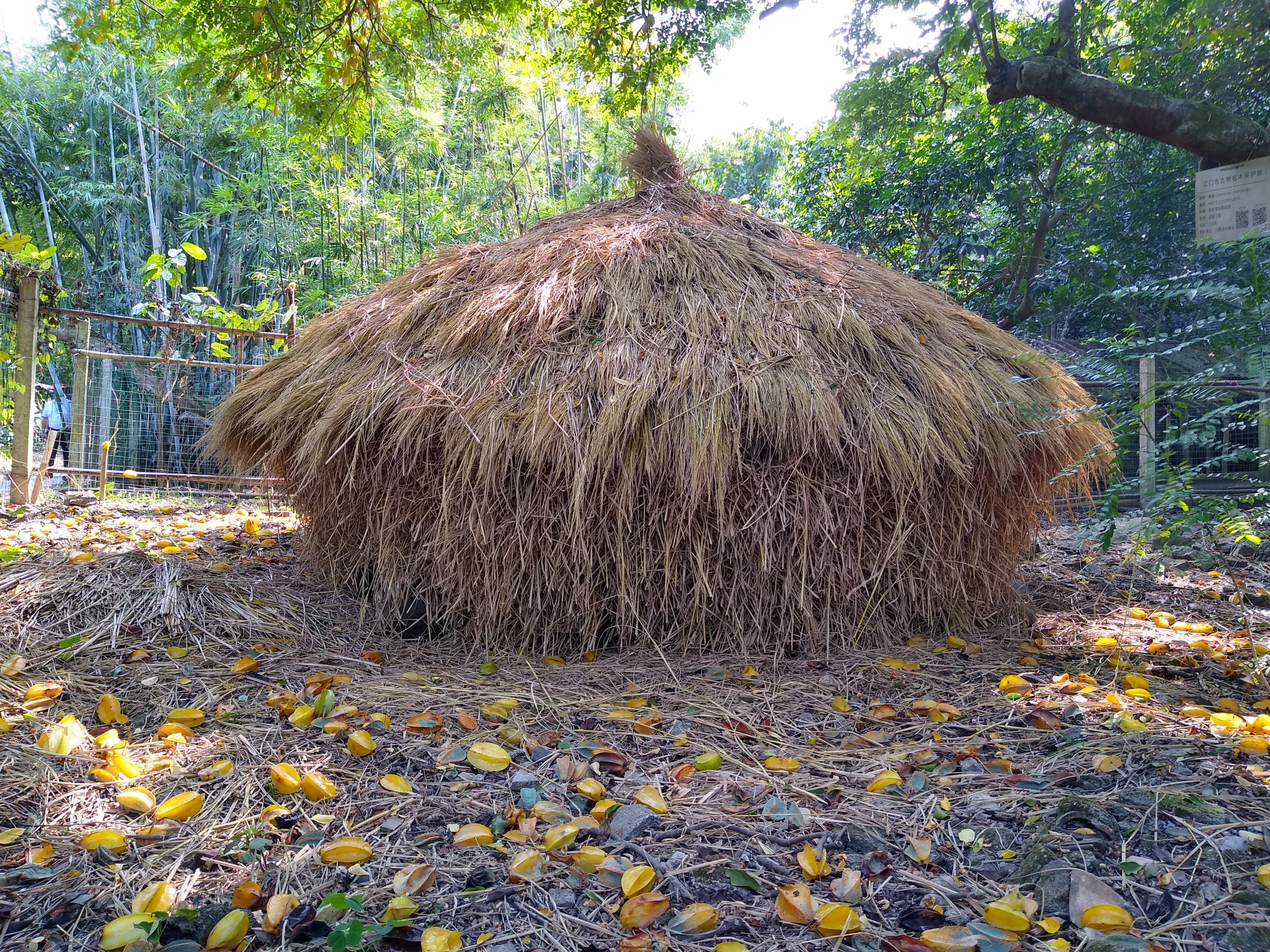
Fienile rudimentale nella contea di Kaiping, nella Cina meridionale

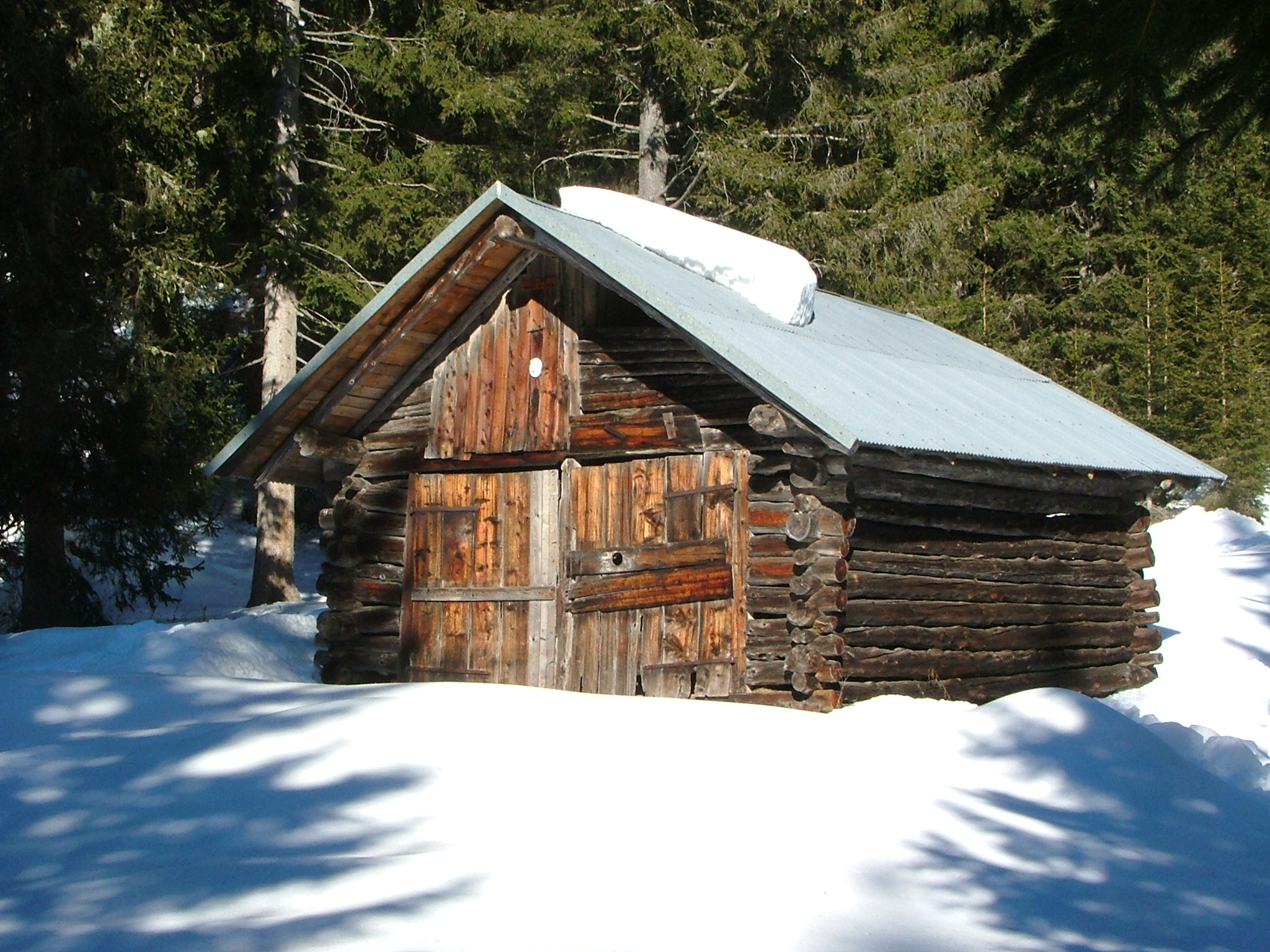
Fienile in legno, nel Cadore

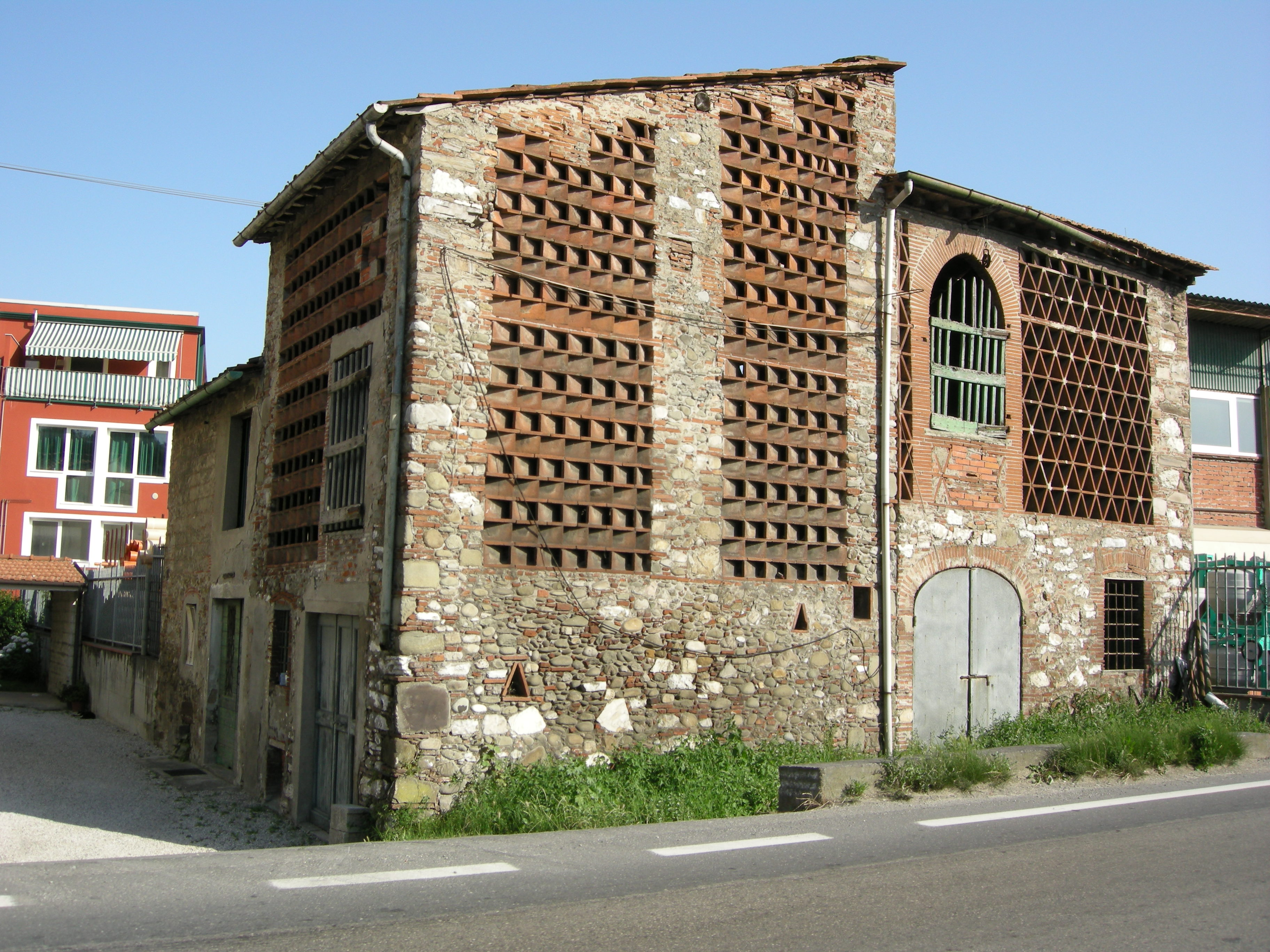
Fienile in muratura a Lucca

Un fienile è, nell'accezione più vasta del termine, qualsiasi struttura atta allo stoccaggio del fieno. Può essere realizzato con i materiali più svariati: frasche, canne, pali, lamiere o anche in muratura; in quest'ultimo caso presenta comunque frequenti aperture al fine di agevolare la libera circolazione dell'aria, necessaria a evitare la formazione di marciumi nel foraggio. Nella maggior parte dei casi il fienile è separato dalla stalla o dall'ovile onde scongiurare rischi al bestiame in caso di incendio.

## Fienili storici
Il fienile storico, o rustico, si divide in due grandi categorie:
- Fienile a sé stante: sorgeva nei fondi agricoli con lo scopo di garantire un adeguato essiccamento del foraggio in seguito al pre-appassimento che avveniva in campo, lo svolgimento di alcuni processi fermentativi che portavano allo sviluppo di calore detto boìa e lo stoccaggio dello stesso durante i mesi invernali. Esso nasceva dall'esigenza di sottrarre il più possibile il fieno all'azione degli agenti atmosferici e di ripartire maggiormente il lavoro tra estate e inverno, da un lato stoccando il foraggio in un luogo prossimo a quello dello sfalcio, e dall'altro permettendo il trasporto dello stesso quando secco, con un notevole risparmio di peso. La costruzione avveniva secondo criteri di praticità, economicità e reperibilità in situ dei materiali. Dopo la scelta del luogo, i tronchi venivano squadrati a mano e le travi perimetrali disposte su una piattaforma di lastre di pietra, costituita da semplici pilastri ai quattro angoli oppure da un muro a secco, che servivano a sollevare la struttura dal suolo, permettendo una maggiore aerazione e riducendo l'azione deleteria dell'umidità del terreno sul legname. Su questo telaio perimetrale venivano disposti i tronchi che sostenevano il pavimento e successivamente le tavole che lo costituivano e in seguito si procedeva ad erigere gli stipiti della porta e quindi alla sovrapposizione delle travi perimetrali che si incrociavano e si adagiavano le une sopra le altre nelle apposite scanalature agli angoli dell'edificio, lasciando sufficiente spazio per l'aerazione. Al tetto venive dedicata particolare attenzione, con la posa della trave di culmine (kolmin), alla quale spettava il compito di sostenere il peso della neve nelle zone montane. Sulla trave veniva tradizionalmente incisa la scritta LDS (Laus Deo semper). Su di essa venivano adagiate perpendicolarmente le travi secondarie che sostenevano le assi e sporgevano sul perimetro per garantire che la neve, cadendo dal tetto, non si addossasse alle pareti. La copertura tradizionale era di sàndole, ovvero sezioni del tronco di larice, legname resistente agli agenti atmosferici, addossate le une alle altre in maniera da permettere lo scorrimento dell'acqua, che venivano girate dopo circa 30 anni sul lato che non era rimasto esposto, per permettere una durata più lunga della copertura. Successivamente questa copertura tradizionale è stata sostituita dalle tegole o dalla lamiera.
- Fienile con annessa stalla: vedi alpeggio

## Fienili moderni
Il fienile moderno è sovente attrezzato per lo stoccaggio e la movimentazione di foraggio imballato. In tal caso può essere costituito anche da una semplice tettoia.